# Dzsalál ad-Dín tatár kán
Dzsalál ad-Dín tatárul: Cäläletdin, lengyelül: Dżielal Ed Dyn vagy Dżalad ad-Din (1380. k. – 1412. k.) az Arany Horda kánja. Korábban Nagy Vytautas litván uralkodó szolgálatában állt, ő telepítette az ún. lipek tatárokat Litvániába, akik az országnak hosszú időn át katonai szolgálatot tettek.

1410-ben a litván sereg tatár segédhadát irányította a teuton lovagok ellen vívott grünwaldi csatában. 1411-ben a litvánok segítették az Arany Horda trónjának megszerzésében, amin csak egy évig ült.